# Cypridopsis
Cypridopsis é um género de ostracodes, pertencente à família Cyprididae.
Este género foi descrito em 1867 por George Stewardson Brady.
O género tem distribuição cosmopolita.
Espécies:
- Cypridopsis bamberi Henderson, 1986[2]
- Cypridopsis elephantiasis Hu & Tao, 2008[2]
- Cypridopsis sinensis Hu & Tao, 2008[2]